# Косая (приток Косьвы)
Косая — река в России, протекает в Губахинском районе Пермского края. Устье реки находится в 84 км по правому берегу реки Косьва. Длина реки составляет 9,3 км, площадь водосборного бассейна 21,4 км².
Исток реки на территории посёлка Углеуральский, возле платформы Водораздельная. Река течёт на юг, всё течение проходит по территории бывшей угледобывающей промзоны. Впадает в Косьву в черте города Губаха.

## Данные водного реестра
По данным государственного водного реестра России относится к Камскому бассейновому округу, водохозяйственный участок реки — Кама от города Березники до Камского гидроузла, без реки Косьва (от истока до Широковского гидроузла), Чусовая и Сылва, речной подбассейн реки — бассейны притоков Камы до впадения Белой. Речной бассейн реки — Кама.
По данным геоинформационной системы водохозяйственного районирования территории РФ, подготовленной Федеральным агентством водных ресурсов:
- Код водного объекта в государственном водном реестре — 10010100912111100008755
- Код по гидрологической изученности (ГИ) — 111100875
- Код бассейна — 10.01.01.009
- Номер тома по ГИ — 11
- Выпуск по ГИ — 1